# Chaetoceros
Genre
Chaetoceros est un genre de diatomées de la famille des Chaetocerotaceae.

## Liste des sous-genres et espèces
- Chaetoceros approximatus
- Chaetoceros armatum
- Chaetoceros bacteriastroides Karsten
- Chaetoceros brevis
- Chaetoceros bulbosum (Ehrenberg) Heiden in Heiden et Kolbe
- Chaetoceros chunii Karsten, 1905
- Chaetoceros convexicorne
- Chaetoceros crinitus
- Chaetoceros crucifer
- Chaetoceros delicatulus
- Chaetoceros denticulata Lauder, 1864
- Chaetoceros difficilis
- Chaetoceros distans
- Chaetoceros elmorei Boyer
- Chaetoceros exospermum
- Chaetoceros filiformis
- Chaetoceros fragilis
- Chaetoceros frichei Hustedt
- Chaetoceros fusus Schütt, 1895
- Chaetoceros glandazi
- Chaetoceros gracilis
- Chaetoceros hispidum (Ehrenberg) Brightwell
- Chaetoceros imbricatum
- Chaetoceros indicum Karsten
- Chaetoceros ingolfianum
- Chaetoceros laevis
- Chaetoceros muelleri Lemm.
- Chaetoceros nipponica Ikari
- Chaetoceros orientalis
- Chaetoceros pacificum Ikari
- Chaetoceros pandulus
- Chaetoceros paradoxus Cleve
- Chaetoceros pelagicus
- Chaetoceros pendulus
- Chaetoceros perpusillus
- Chaetoceros pseudocrinitus
- Chaetoceros pseudodichaeta Ikari, 1926
- Chaetoceros rigidus
- Chaetoceros salsugineum Takano, 1983
- Chaetoceros saltans
- Chaetoceros secundus
- Chaetoceros septentrionalis
- Chaetoceros setoensis Ikari
- Chaetoceros seychellarum Karsten
- Chaetoceros siamense Ostenf.
- Chaetoceros subsecundus
- Chaetoceros tetrachaeta Ehrenberg, 1844
- Chaetoceros vanheurckii
- Chaetoceros vistulae
- Chaetoceros vixvisibilis
- Chaetoceros willei
- sous-genre Chaetoceros (Hyalochaetae) Gran, 1897
  - Chaetoceros affinis Lauder
  - Chaetoceros anastomosans Grunow in Van Heurck
  - Chaetoceros ceratosporus Ostenfeld
  - Chaetoceros cinctus Gran
  - Chaetoceros compressus Lauder
  - Chaetoceros constrictus Gran
  - Chaetoceros costatus Pavilard
  - Chaetoceros curvisetus Cleve
  - Chaetoceros debilis Cleve
  - Chaetoceros decipiens Cleve
  - Chaetoceros diadema (Ehrenberg) Gran
  - Chaetoceros didymus Ehrenberg
  - Chaetoceros diversus Cleve
  - Chaetoceros furcellatus Bailey
  - Chaetoceros holsaticus Schütt
  - Chaetoceros karianus Grunow
  - Chaetoceros laciniosus Schütt
  - Chaetoceros lauderi Ralfs in Lauder
  - Chaetoceros lorenzianus Grunow
  - Chaetoceros messanensis Castracane
  - Chaetoceros mitra (Bailey) Cleve
  - Chaetoceros neglectus Karsten
  - Chaetoceros pseudocurvisetus Mangin
  - Chaetoceros radicans Schütt
  - Chaetoceros seiracanthus Gran
  - Chaetoceros similis Cleve
  - Chaetoceros simplex Meunier
  - Chaetoceros socialis Lauder
  - Chaetoceros subtilis Cleve
  - Chaetoceros teres Cleve
  - Chaetoceros tortissimus Gran
  - Chaetoceros wighamii Brightwell
- sous-genre Chaetoceros (Phaeoceros) Gran
  - Chaetoceros aequatorialis Cleve
  - Chaetoceros atlanticus Cleve
  - Chaetoceros borealis Bailey
  - Chaetoceros castracanei Karsten
  - Chaetoceros coarctatus Lauder
  - Chaetoceros concavicornis Mangin
  - Chaetoceros convolutus Castracane
  - Chaetoceros criophilus Castracane
  - Chaetoceros dadayi Pavillard
  - Chaetoceros danicus Cleve
  - Chaetoceros densus (Cleve) Cleve
  - Chaetoceros dichaeta Ehrenberg
  - Chaetoceros eibenii Grunow in Van Heurck
  - Chaetoceros peruvianus Brightwell
  - Chaetoceros rostratus Lauder
  - Chaetoceros tetrastichon Cleve